# Jàixkiv
Jàixkiv o Jàixkov (en ucraïnès Жашків, en rus Жашков) és una ciutat de la província de Txerkassi, Ucraïna. El 2021 tenia 13.355 habitants. Fins al 18 de juliol del 2020 Jàixkiv era la seu administrativa del districte homònim, però aquest districte quedà abolit el 2020 després de la reforma administrativa d'Ucraïna, per la qual es reduïa el nombre de districtes de la província de Txerkassi a només quatre.